# کارلوس نوادو
کارلوس نوادو (انگلیسی: Carlos Nevado؛ زادهٔ ۱۶ نوامبر ۱۹۸۲) ورزشکار هاکی روی چمن اهل آلمان است.
وی در مسابقات کشوری و بین‌المللی در مجموع برندهٔ ۳ مدال طلا، ۱ مدال نقره، ۱ مدال برنز شده‌است.